# Cyathea serra
Cyathea serra là một loài dương xỉ trong họ Cyatheaceae. Loài này được Willd. mô tả khoa học đầu tiên năm 1810.